# وانغ يانغ (لاعب كرة قدم مواليد 1991)
وانغ يانغ هو لاعب كرة قدم صيني في مركز الوسط، ولد في 12 أكتوبر 1991 في شانغهاي في الصين. لعب مع شانغهاي غرينلاند شينهوا ونادي سودوفا ماريامبوله.

## وصلات خارجية
- وانغ يانغ (لاعب كرة قدم مواليد 1991) على موقع قاعدة بيانات كرة القدم.إي يو (الإنجليزية)
- وانغ يانغ (لاعب كرة قدم مواليد 1991) على موقع Soccerway.com (الإنجليزية)